# Кнушевицкий, Виктор Николаевич
Ви́ктор Никола́евич Кнушеви́цкий (6 [19] января 1906, Петровск, Саратовская губерния — 1972, Москва) — советский эстрадный дирижёр и композитор.

## Биография
Виктор Кнушевицкий родился в Саратовской губернии в семье юриста Николая Николаевича Кнушевицкого, который хорошо играл на скрипке и альте, а с 1918 года преподавал музыку и дирижировал в открывшейся по его инициативе первой в Петровске детской музыкальной школе. Отец и стал первым учителем музыки для своих детей — старшей дочери Нины (1904—1985) и двух сыновей — Виктора и Святослава. Мать будущих артистов также прекрасно разбиралась в музыке, пела в местном хоре.
В школе Виктор изучал скрипку и теорию композиции, а в 12 лет приобрёл и практический опыт выступлений — играл в салонных и танцевальных оркестрах в ресторанах и перед сеансами в местном кинотеатре. В 1921 году поступил в Саратовскую консерваторию, окончил её по классам скрипки Б. С. Богатырёва и композиции Л. М. Рудольфа (1925). Затем перевёлся на теоретико-композиторский факультет в Московский музыкальный техникум имени А. Н. Скрябина, где продолжал свою исполнительскую деятельность. Играл в Персимфансе в группе альтов, а также, самостоятельно освоив тенор-саксофон, выступал в джазовых ансамблях в кабаре «Нерыдай» и кинотеатре «Центральный». Окончил техникум по классу композиции С. Н. Василенко и А. В. Александрова (1928).
В 1928 году В. Кнушевицкий впервые услышал в ресторане «Казино» на Триумфальной площади оркестр «АМА-джаз» под управлением А. Цфасмана и был захвачен как новой для него музыкой, так и высоким профессионализмом её исполнения. По собственным воспоминаниям Виктора Николаевича:

Мне казалось, что все это недосягаемо для меня, я просто не знал, как это делается, хотя у меня был уже большой опыт в иструментовке. Позднее я услышал оркестр Л. Утёсова, и хотя там тоже всё было сделано профессионально, такого потрясения, как в первый раз, я не испытал. Джазом я начал серьёзно заниматься с тех пор, как познакомился с И. Дунаевским. Его инструментальную музыку в 30-е годы оркестры исполняли в особым удовольствием и с не меньшим удовольствием её слушали, хотя чисто оркестровые сочинения тогда не были популярны. Дунаевский не любил сам оркестровать (или не хотел, или не успевал) и потому однажды дружески попросил меня написать партитуру его первой оперетты «Женихи» в том стиле, в каком играли тогда джаз-оркестры, например, в стиле того же А. Цфасмана. Так я стал аранжировать для джаза.
Согласно некоторым источникам, с 1927 года В. Кнушевицкий — руководитель эстрадного ансамбля при Всесоюзном радио. В начале 30-х годов — дирижёр оркестра Московского цирка, затем — музыкальный руководитель джаза Центрального концертно-эстрадного бюро Государственного объединения музыки, эстрады и цирка. По просьбе руководителя Государственного музыкального издательства М. Гринберга, Кнушевицкий стал составителем и редактором джаз-оркестротеки — сборников оркестровых произведений для джаз-оркестров, рассчитанных на типовой состав джаза. Эти сборники содержали в основном рапсодии на темы национальных мелодий народов СССР.
В 1936 году по рекомендации М. Гринберга Кнушевицкий назначен музыкальным руководителем Государственного джаз-оркестра СССР (Госджаз), где художественным руководителем стал М. Блантер). По мнению А. Н. Баташева, авторитетнейшего историка джазового искусства, создание Госджаза и последующий приток в новый жанр музыкантов-консерваторцев способствовали определенной «симфонизации» советского джаза. По замыслам создателей оркестра, он не должен был продолжать ни опыт чисто эстрадной и танцевальной музыки в джазовом стиле, ни опыт оркестров, ориентированных на массовую песню. Несмотря на то, что с Госджазом сотрудничали известнейшие в ту пору композиторы (И. О. Дунаевский, Ю. С. Милютин, Д. Д. Шостакович, братья Покрасс), а в его состав вошли инструменты малого симфонического и джаз-оркестров (новшеством стала большая группа гитар и банджо) и что с ним выступали популярные исполнители (Надежда Обухова, Иван Козловский, Георгий Виноградов), — работа Кнушевицкого с этим оркестром продемонстрировала полную некомпетентность дирижёра в области джаза: по мнению ряда исследователей из коллектива получился «камерный оркестр с саксофонами». Первое выступление Госджаза состоялось 28 ноября 1938 года в Колонном зале Дома Союзов во время первой декады советской музыки. Газета «Известия», выражая официальную реакцию на это событие, писала: «Ещё несколько лет тому назад советский джаз буквально с боем завоевывал себе права гражданства и признание. В том, что советский джаз представляет собой в настоящее время подлинно художественное явление, мы могли воочию убедиться на вчерашнем выступлении». Принимал оркестр участие также и в праздновании Нового 1939 года в Георгиевском зале Московского Кремля.
В 1940 году Кнушевицкий был освобождён от должности дирижёра Госджаза, руководителем которого становится А. В. Варламов. Во время Великой Отечественной войны Виктор Николаевич руководил оркестром в Первой ударной армии, а затем на Северо-Западном фронте. В 1945 — 1952 годах — руководит Эстрадным оркестром Всесоюзного радио, основной костяк которого составили музыканты-фронтовики. В эти годы, с нарастанием напряжённости Холодной войны, джаз перестал получать государственную поддержку и был практически исключён из репертуара известных оркестров. Коллектив Кнушевицкого в лучших образцах своего творчества ориентировался на ансамбли, аккомпанировавшие Петру Лещенко, но при этом выполнял все предписания министерства культуры, исполняя музыку, соответствующую вкусам советского музыкального начальства.
В Москве композитор жил на улице Народного Ополчения, 18.
Скончался в 1972 году. Похоронен на Кузьминском кладбище, 30 участок.

## Творчество

В. Соловьёв-Седой (за роялем), М. Бернес и В. Кнушевицкий за работой

Из воспоминаний композитора и дирижёра Н. Минха:

В 30-е годы в наш джаз пришла целая плеяда талантливых музыкантов, подлинных профессионалов, обладавших глубокими знаниями и общей культурой. В. Кнушевицкий — из этой плеяды. У него была за плечами фундаментальная музыкальная школа, а кроме всего — богатейшая оркестровая практика. Он ведь мог играть на многих инструментах, для него не были секретом ни тромбон, ни саксофон, ни кларнет — он все это держал в руках.
Для Госджаза Кнушевицкий создал ряд рапсодий в эстрадно-симфоническом стиле —"Русскую", «Еврейскую», «Украинскую» (1937—1938), ряд фантазий на темы песен советских композиторов, записал на грампластинки множество собственных оркестровок произведений И. Дунаевского, М. Блантера, Н. Богословского, А. Цфасмана («Вечер в горах» и «Лунный вечер»), Д. Шостаковича («Сюита для джаз-оркестра»), А. Айвазяна («Армянская рапсодия») и обработок произведений П. И. Чайковского, С. В. Рахманинова (романсы и прелюды), Ф. Листа, К. Дебюсси.
27 ноября 1938 года Валентиной Батищевой под аккомпанемент оркестра Виктора Кнушевицкого была впервые исполнена в Колонном зале Дома Союзов песня М. И. Блантера «Катюша», сразу ставшая необычайно популярной в Советском Союзе.
В разные годы с В. Кнушевицким сотрудничали некоторые ведущие советские джазовые музыканты, большинство которых обязаны своей карьерой А. Н. Цфасману, А. В. Варламову и Л. О. Утёсову, среди них: Л. А. Дидерихс, Т. Е. Ходорковский, А. Арский (аранжировка и инструментовка); В. А. Сафонов, Я. Б. Скоморовский, М. С. Ветров, П. Борискин (труба); И. А. Ключинский, И. П. Давид, В. Н. Ершов, И. Б. Фрадкин (тромбон); О. О. Кандат, А. П. Васильев, А. Г. Мунтян, М. М. Ланцман, В. Н. Костылев, А. М. Котлярский, Т. Г. Геворкян, И. Хазановский (саксофон); Б. В. Градский (банджо и гитара), С. М. Каган (фортепиано); И. А. Бачеев, А. А. Козловский, Л. Д. Олах (ударные); А. Г. Триллинг, Г. О. Узинг (скрипка) и многие другие.

## Семья
Младший брат — виолончелист, профессор Московской консерватории Святослав Николаевич Кнушевицкий (1907—1963).